# Escudo de Valdemoro
El Escudo de Valdemoro es el símbolo más importante de la localidad madrileña de Valdemoro. Data del año 1969, cuando se diseña un escudo basado en el antiguo escudo de armas de la villa.

## Historia
La representación más antigua del escudo de Valdemoro que se conserva data de 1605, año de construcción de la Fuente de la Villa. Sin embargo, el acuerdo del Consejo Municipal da a entender que el escudo de armas del municipio existía con anterioridad, pues en las instrucciones de construcción no se especifican detalles del escudo.
El escudo de armas, con distintas variaciones menores, llegó hasta el siglo XIX, donde era empleado en los documentos oficiales. En 1891, Román Baillo, cronista de la villa, describe el blasón de la siguiente forma:
El escudo de Valdemoro, según el sello que usa el Ayuntamiento, el que se ostenta en la puerta exterior de la Casa Consistorial y en la fuente llamada de la Villa, consiste en un rey moro encadenado por el cuello a un castillo. (La nueva versión muestra un "rey moro", pero la antigua muestra claramente un rey visigodo)

## Composición
En 1969 el Ayuntamiento inicia los trámites para la aprobación de un nuevo escudo. Finalmente, se aprueba por Decreto 1.055/1969, de 9 de mayo por el Ministerio de la Gobernación, con la siguiente disposición:

Se autoriza al Ayuntamiento de Valdemoro, de la provincia de Madrid, para rehabilitar su escudo heráldico municipal, que quedará organizado en la forma siguiente, propuesta en el diseño descriptivo del mismo y que ha sido aceptado por la Real Academia de la Historia: de azur, el castillo de oro, mazonado de sables y aclarado de gules; siniestrado de rey moro, con manto de gules y plata, coronado de oro, con cetro en la siniestra y encadenado por su muñeca diestra, con eslabones de plata, a las almenas de la torre del homenaje. Al timbre corona real.

## Otras representaciones
Aunque desde 1969 ha permanecido invariable como símbolo oficial de Valdemoro, se han usado otras representaciones heráldicas para representar al municipio. Estas representaciones han sido utilizadas en todo tipo de documentos y publicaciones oficiales, pese a no haber sido nunca oficializados.

### Escudo de 1983
A principios de los años 80, la corporación municipal decide rehabilitar la representación más antigua del escudo del municipio, la esculpida en piedra en la Fuente de la Villa. Se llegaron a iniciar los trámites para oficializar su uso, pero nunca llegó a aprobarse, aunque acabó usándose en el Ayuntamiento de la localidad.

### Escudo de 1999
En 1999 la consultora de marca Sendin & Asociados crea una imagen corporativa para el Ayuntamiento de Valdemoro, que incluye el uso de un escudo más sintetizado, aunque manteniendo los elementos simbólicos tradicionales de la villa, la corona, los dos campos y la cadena. En el campo izquierdo aparece un rey posiblemente musulmán, haciendo referencia al origen del municipio (en las versiones más antiguas como en la fuente de la Villa se puede apreciar claramente que se trata de un rey visigodo católico), y en el derecho un castillo, mientras que la cadena, que tradicionalmente se anclaba al cuello del rey se simplifica en un elemento de unión entre los dos campos. Los colores empleados son también adaptados del anterior escudo de armas, específicamente los Pantone 282 (azul) y 187 (rojo).